# Michael Kenda
Michael Kenda (* 1975 in Wuppertal) ist ein österreichischer Drehbuchautor.

## Leben
Michael Kenda studierte Germanistik an der Bergischen Universität Wuppertal und arbeitete zunächst als Filmvorführer. Nach seiner Tätigkeit im Lektorat und in der Stoffentwicklung bei der Produktionsfirma Action Concept machte er sich 2001 als Drehbuchautor selbstständig.
Kenda war Headautor der RTL-Sitcom Alle lieben Jimmy, die unter anderem für den Deutschen Fernsehpreis und den International Emmy Award nominiert wurde. Er schrieb zahlreiche Drehbücher für Fernsehfilme und Serien verschiedenster Formate, darunter Produktionen für Sat.1, ARD, ZDF und Netflix.

## Filmographie (Auswahl)
- 2003: Kimme & Dresche
- 2004: Der Heiland auf dem Eiland (Fernsehserie, eine Folge)
- 2006–2008: Alle lieben Jimmy
- 2012: Terra Max
- 2012: Unter Umständen verliebt
- 2013: Großer Mann ganz klein!
- 2014: 16 über Nacht! (mit Aglef Püschel)
- 2014: Meine allerschlimmste Freundin
- 2015: Verliebt, Verlobt, Vertauscht
- 2016: Marie fängt Feuer
- 2018: Fluss des Lebens: Kwai
- 2020: Zum Glück gibt’s Schreiner
- 2024: Achtsam Morden
- 2025: Auf der Walz – Drei Jahre und ein Tag